# Андреј Пјатницки
Андреј Владимирович Пјатницки (рус. Андре́й Влади́мирович Пя́тницкий; 27. септембар 1967, Ташкент) бивши је руски фудбалер.

## Каријера
У каријери је играо за познате руске фудбалске клубове ЦСКА Москва и Спартак из Москве.
Играо је за чак четири различите репрезентације: СССР, потом за уједињену репрезентацију ЗНД која је настала након распада Совјетског Савеза, Узбекистан и Русију. Са репрезентацијом Русије учествовао је на завршном турниру Светског првенства 1994. у САД.

## Успеси
- Премијер лига Русије: 1992, 1993, 1994, 1996.
- Куп Русије: 1994.
- Куп СССР: 1992.
- Европско првенство до 21 године: 1990.